# EnglishCentral
EnglishCentral （イングリッシュセントラル）は音声認識とオンラインのビデオ（動画）を用いて発音矯正、単語学習などを行う総合英語学習サービスを提供する米国の企業である。

## 概要
ネット上などで話題にのぼっている動画に、字幕、発音評価システムなどを備えた同社独自のプレイヤーを使い、ユーザーは単語の意味をワンクリックで調べたりマイクで発話して自分の発音や流ちょうさに対してフィードバックを得たり、点数を得たりすることができる。
有料会員は月２本以上の動画を使っての発話練習やプロの発音講師の教習ビデオの利用、同サイトの教授陣が構成した動画コースなどのサービスを得ることができる。動画を使って単語や発音を学習した後に、講師とのオンライン英会話でデスカッションを行う。
ユーザー登録を行うと、同社サーバーに保管された過去の発音のデータをもとに、発音の上達や、苦手な発音のサジェストなどを得ることができる。
2012年3月から、コース機能を搭載し、外国語教育のプロフェッショナルが選定した動画や、ナショナルジオグラフィック、ボイスオブアメリカ、アニメやなどとコラボした動画セットで学習できるようになった。
2012年夏から宮城大学で共通教育科目でのe-Learning教材として導入され、マーケット登場から2年弱で導入校は約50校を超えている。
2013年1月にはNTT ラーニング・システムズとNHK エデュケーショナルと共同で開発した英語学習サービス『NHK基礎英語から生まれたゴガクルCan-do!』に音声認識技術や独自の動画プレイヤーなど
技術提供を行った。
現在同サイトは8ヶ国語で公開されており、2013年1月には発話されたセリフ文章数が1億を超えている。

## 開発背景
創設者のアラン・シュワルツがハーバード大学を卒業し、中国広州市で英語講師として教壇にたっていた時の経験と、その後のSpeechWorksや、Nuance社での経験から着想を得、音声認識を使った、リアルなメディアを使用した英語学習サービスを作ることを思い立った。
Nuance社のアジアパシフィック取締役時代から、日本での英語教育の需要が高いことを知り、アトラスベンチャーズから投資をうけ、EnglishCentralを創立し英語と同時に日本語版のサイトを開設し、15万人の会員を得た。
2009年にAndroidの開発者であるリッチ・マイナー(Rich Miner)の主導で、Google Venturesから出資を受け、2010年にはNTTインベストメント・パートナーズからも投資を受けた。
現在米国、日本につづき、韓国、トルコにも支部を置く。